# Vater, Mutter und neun Kinder
Vater, Mutter und neun Kinder (auch Vater, Mutter und 9 Kinder) ist eine deutsche Familienkomödie aus dem Jahr 1958 unter der Regie von Erich Engels mit Heinz Erhardt in der Hauptrolle. Camilla Spira, Corny Collins, Maria Sebaldt und Erik Schumann sind in weiteren tragenden Rollen besetzt.

## Handlung
Bäckermeister Friedrich Schiller aus Einbeck führt ein harmonisches Familienleben mit seiner Ehefrau Martha, mit der er kurz vor der Silberhochzeit steht, und neun Kindern, wobei er auch seinen heranwachsenden Töchtern stets zur Seite steht, sei es bei Liebeskummer oder kniffligen Hausaufgaben. Dass er Vorstandsmitglied der Bäckerinnung werden soll, erfüllt ihn mit Stolz.
Auf einer Nachhausefahrt liest er die Ehefrau des Fabrikanten Küppers, Lollo Küppers, auf und fährt sie in ihr Jagdhaus. Zum Dank lädt sie ihn zu einem Umtrunk ein. Nachdem die Stimmung zwischen beiden zunehmend lockerer geworden ist, zeigt er Lollo, wie man Pasteten backt. Die feuchtfröhliche Stimmung trägt dazu bei, dass Schiller, beschwipst wie er ist, im Jagdhaus übernachtet. Am anderen Morgen kann er sich nur noch schemenhaft an den vorangegangenen Abend erinnern.
Trotz Schillers Versuchen, den Vorfall zu verheimlichen, kommt er doch ans Licht, und zwar ausgerechnet durch seine Tochter Thea, die als Volontärin für eine Zeitung schreibt und dort auch über das Privatleben bekannter Persönlichkeiten berichtet. Sie beabsichtigt, ein Tagebuch von Lollo Küppers über deren Liebhaber zu veröffentlichen. Schillers Versuch, seinen Namen mit anwaltlicher Hilfe aus der Sache herauszuhalten, schlägt fehl. Nach den Feierlichkeiten zur Silberhochzeit beichtet er seiner ahnungsvollen Frau von dem Vorfall, versichert ihr aber, dass nichts Schlimmeres passiert sei.
Als Martha Schiller bei Direktor Küppers vorspricht und ihm versichert, dass ihr Mann auf keinen Fall ein Liebesabenteuer mit einer verheirateten Frau eingehen würde, bekommt sie auch von Lollo Küppers versichert, dass an dem besagten Abend nichts Ernstzunehmendes passiert sei. Wieder zuhause kann Martha Schiller ihren Friedrich beruhigen, dass Lollo Küppers ihren Mann mit dem fraglichen Tagebuch nur eifersüchtig machen wollte und er keine unwahren Geschichten über sich in der Zeitung zu fürchten habe.
Nachdem die beiden ältesten Töchter des Ehepaares eine Doppelhochzeit gefeiert haben, kümmert sich Schiller, nachdem er anfänglich froh gewesen ist, sich nicht mehr um gar soviel Kinder sorgen zu müssen, dann aber mit Enthusiasmus um seine Enkelkinder.

## Produktion

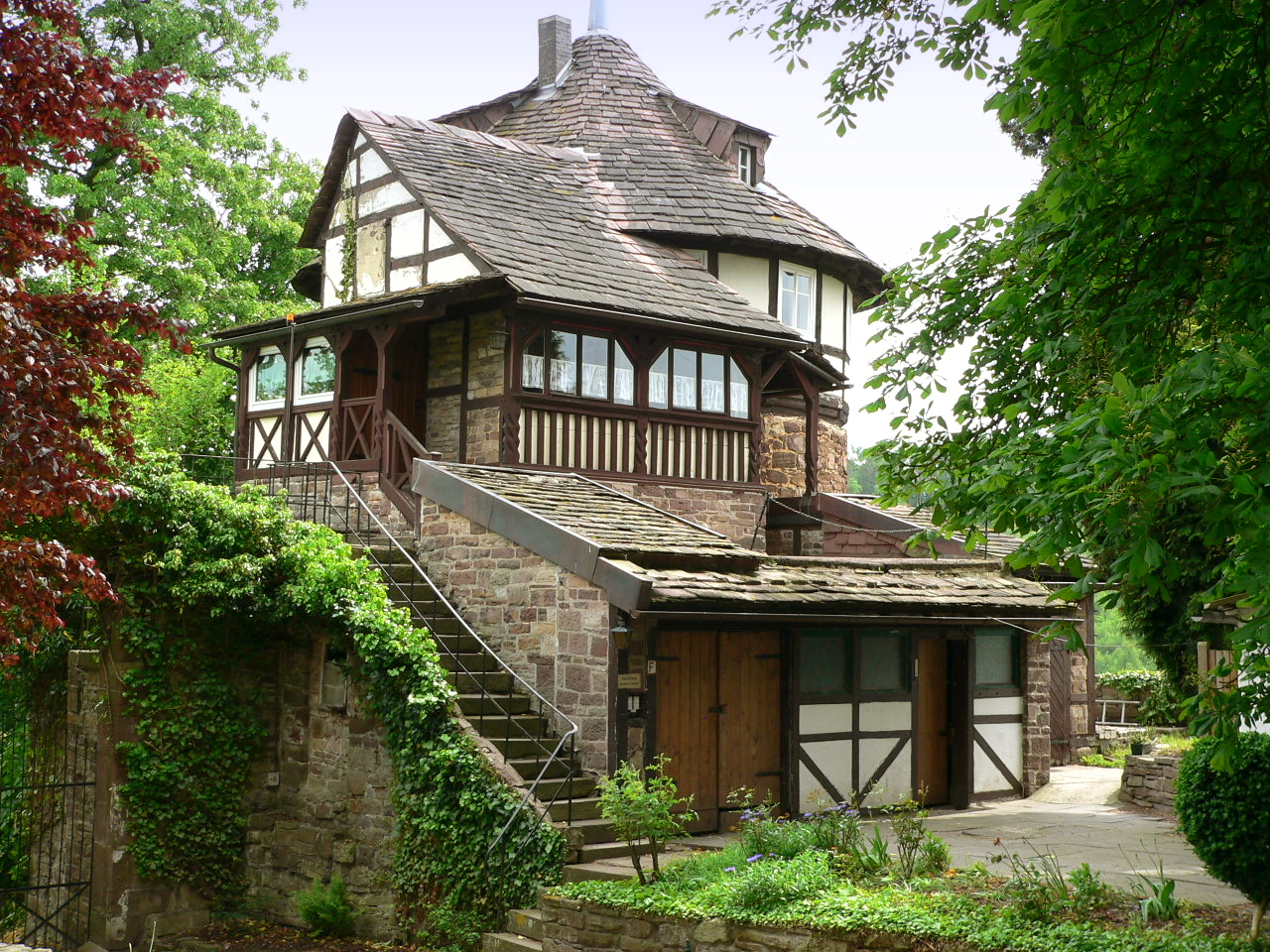
Trendelburg, Rapunzelturm. Er diente 1958 als Filmkulisse

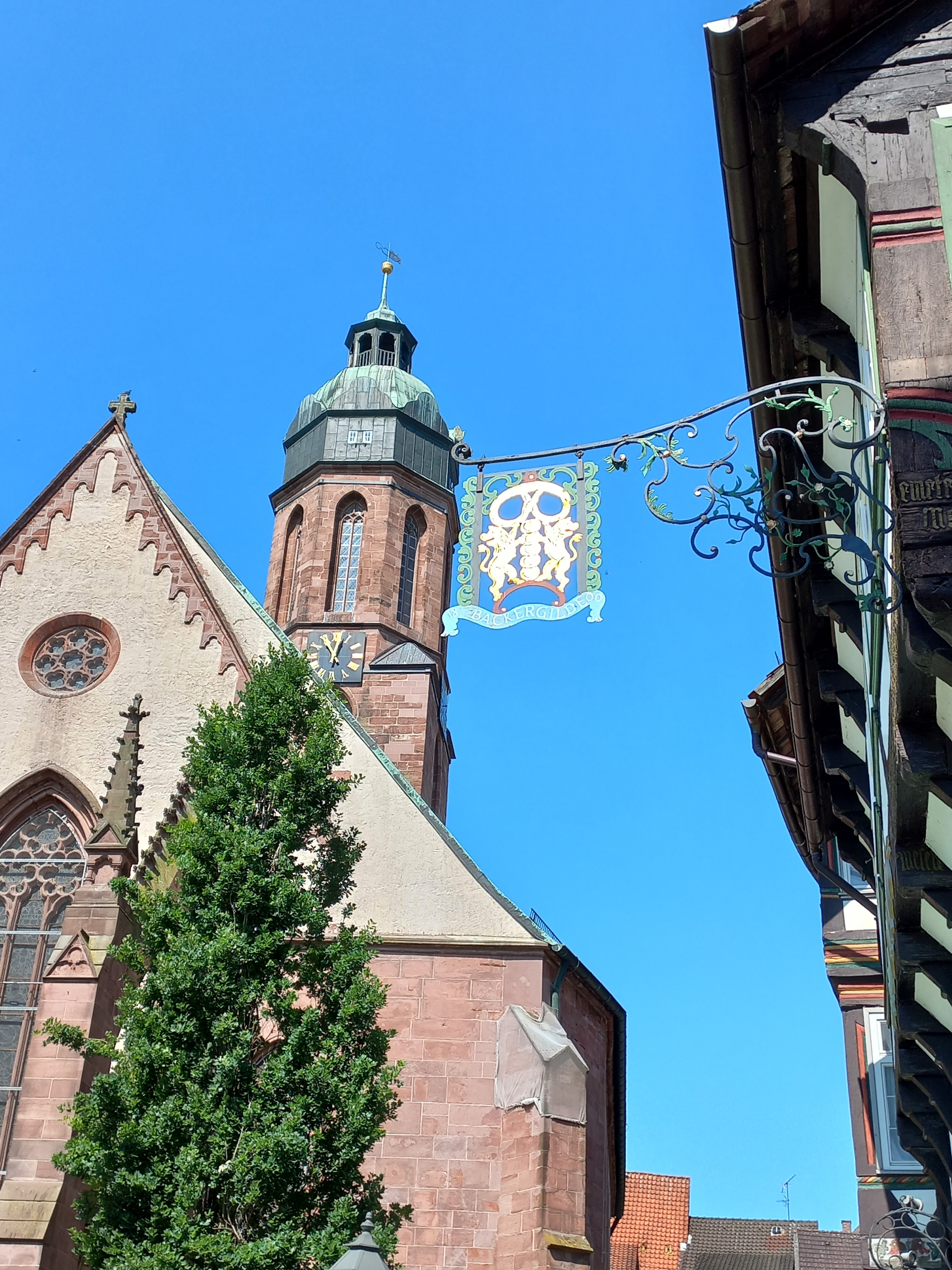
Blick auf die Marktkirche in Einbeck mit Zunftzeichen am Brodhaus, wie es auch im Film mehrfach zu sehen ist.

### Drehorte

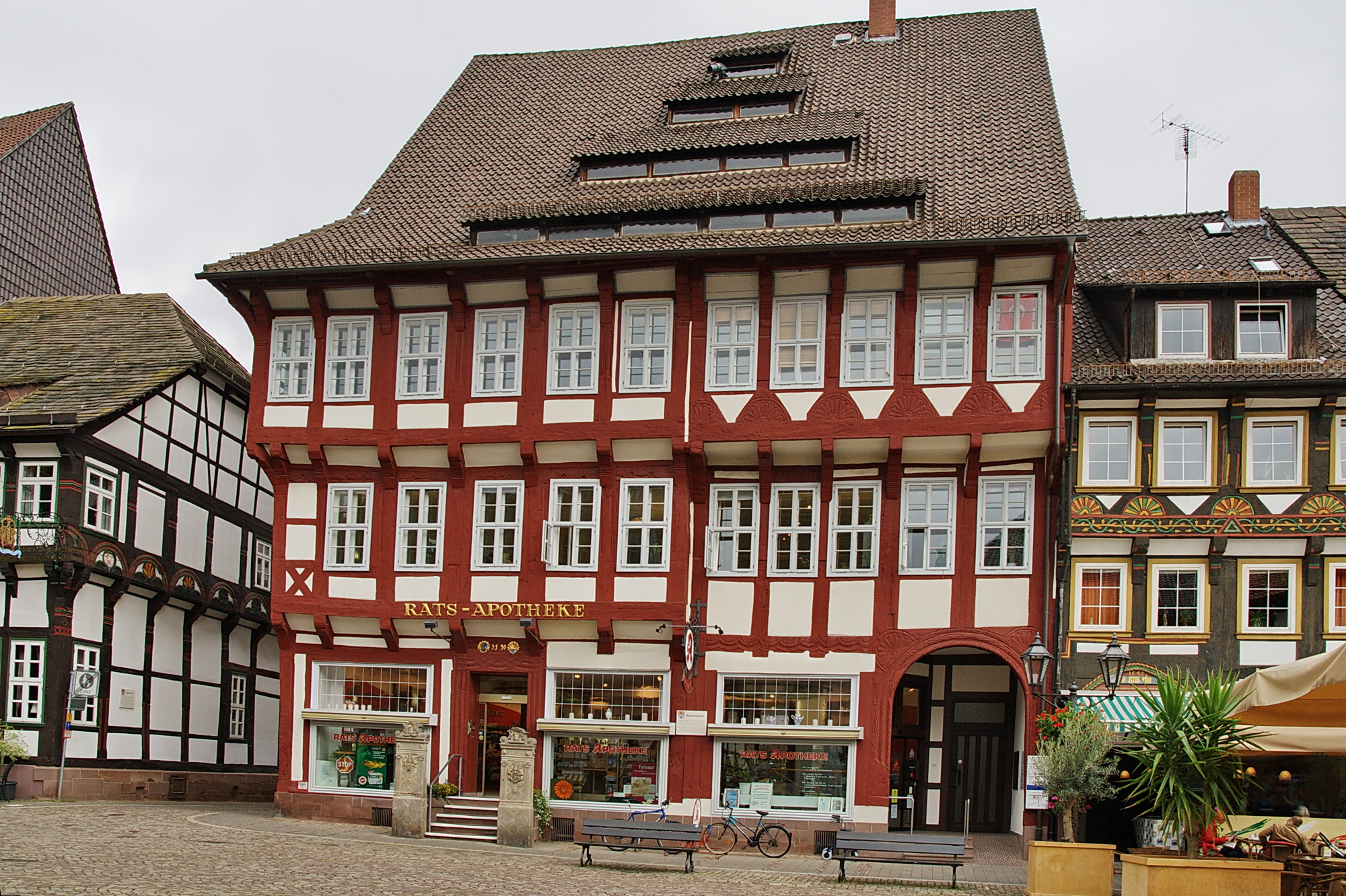
Die Rats-Apotheke Einbeck: Kulisse als Wohnhaus und Bäckerei

Die Außenaufnahmen entstanden u. a. vor der zur Bäckerei umgewidmeten Rats-Apotheke Einbeck, am Ufer des Seeburger Sees und auf der Trendelburg, deren „Rapunzelturm“ als Maleratelier ausgegeben wurde. Zu sehen sind im Film ferner die Tiedexer Straße, die Marktkirche und St. Alexandri in Einbeck, der Gastraum des alten Restaurants „Graf Isang“ am Seeburger See und die Eingangshalle des alten Rathauses in Göttingen. Die Innenaufnahmen wurden im Filmatelier Göttingen gedreht.

### Herstellung
Die Bauten stammten von Walter Haag, die Kostüme von Irms Pauli. Die Liedtexte schrieb Günther Schwenn. Im Film erklingen die Lieder Eine glückliche Familie, ist das schönste auf der Welt, der Slowfox Zur Liebe ist es nie zu spät, der Foxtrott Blue Jeans und der Marschfox Fröhliche Fahrt mit Musik. Produktionsfirma war die Deutsche Film Hansa GmbH & Co. (DFH), Hamburg, Herstellungsleitung Otto Meissner.

### Fassungen
Der Film kam am 19. Dezember 1958 in die Kinos der Bundesrepublik Deutschland. Die Fernseherstausstrahlung erfolgte am 16. März 1969 im ZDF.
Der Film ist am 22. Oktober 2001 auf DVD erschienen innerhalb der „Klassik Edition“ Studio VZ-Handelsgesellschaft. Eine digital überarbeitete Fassung datiert vom 1. Dezember 2008. Am 31. Januar 2014 wurde die Filmkomödie vom Studio Dynasty Film (Intergroove) im Rahmen der „Heinz Erhardt Filmklassiker“ herausgegeben.

## Kritik

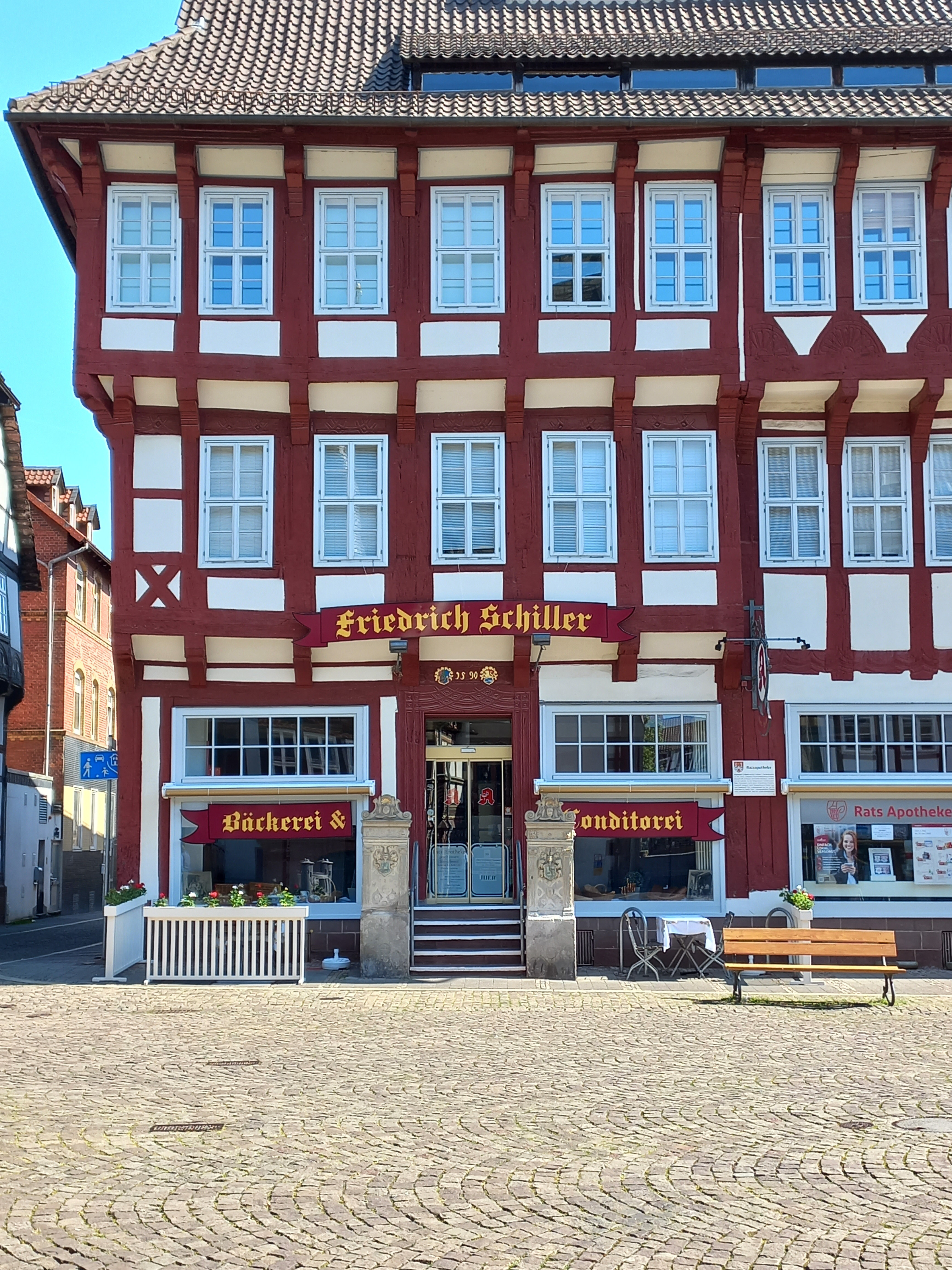
Im Juni 2023 wurde an das 65. Jubiläum der Dreharbeiten erinnert und die Rats Apotheke nochmals in die „Bäckerei Schiller“ verwandelt.

„Volkstümliche Familienunterhaltung, in der Darstellung des heiteren Familienalltags gefühlvoll inszeniert, nur mäßig witzig. Heinz Erhardt setzt einige komödiantisch reizvolle Akzente.“

„Der vermeintliche Seitensprung eines Bäckers wirbelt viel Mehl auf, doch wie heißt es im Schlußlied: »Eine glückliche Familie ist das schönste auf der Welt / dies Glück gibt’s nur für Liebe, nicht für Geld«. Heile-Welt-Komödie.“

## Erinnerungen an die Dreharbeiten
Am 3. Juni 2023 wurde, nachdem es 2008 bereits eine kleinere Veranstaltung gegeben hatte, von einer Arbeitsgruppe des Einbecker Geschichtsvereines an das 65. Jubiläum der Dreharbeiten in Einbeck erinnert. Hierzu wurde die Rats Apotheke auf dem Marktplatz wieder in die Bäckerei Schiller verwandelt und mit zeitgenössischen Details und Fahrzeugen versehen. Eine Infotafel und ein beklebter Stromkasten an der Hauswand (Ecke Münsterstraße) wurden in Anwesenheit von Angehörigen der Familie Erhardt enthüllt und erinnern nun dauerhaft an die Dreharbeiten und Heinz Erhardts Besuch in Einbeck.